# Rideauville
Rideauville est une ancienne commune de la Manche. En l'an III de la République, elle est absorbée par Saint-Vaast-la-Hougue.

## Géographie
Le village de Rideauville est situé au nord de Saint-Vaast sur la route de Réville.

## Histoire

### Temps moderne
À la fin du XVe ou au début du XVIe siècle, la paroisse a pour sieur Jean Simon († av. 1528), écuyer, sieur d'Aroult ou Arot en Appeville, de Beuzeville-au-Plain, Sainte-Mère-Église, Appeville et Rideauville.
En 1567, Ollivier de Pirou, écuyer, sieur de Beaumont en Néville, de Fermanville, de Mangneville à Cosqueville, de Gonneville, de Maupertus et de Rideauville, est taxé pour ces fiefs de 134 livres dans le rôle des nobles et roturiers, au titre du ban et de l'arrière ban de la vicomté de Coutances, réalisé par Gilles Dancel, seigneur d'Audouville, lieutenant général du bailli de Cotentin, tenu à Coutances les 20-22 octobre. Le fief de Rideauville, quart de fief de haubert dans un aveu de 1463, puis/ou quart de fief en 1746, et tenu du roi sous la baronnie de La Hougue, avait des extensions à Quettehou, Le Vast et La Pernelle.

### Révolution française et Empire
Le rapport du 1er prairial an X (21 mai 1802), adressé au préfet par le sous-préfet de Valognes, présentait déjà la commune de Rideauville comme étant depuis longtemps réunie à celle de Saint-Vaast. La décision du Conseil général ne fit donc que ratifier ce qui existait.
En l'an II, Rideauville figurait sur le Dictionnaire des Communes de France, et le dénombrement de la population de l'arrondissement de Valognes, en l'an VIII, ne le mentionne plus.

## Lieux et monuments
- L’église Saint-Martin fut construite en 1740 et abandonnée en 1792[5] ; il subsiste la tour du clocher dont la flèche fut abattue par une tempête en 1848.